# Маласпина
Маласпина (на италиански: Malaspina) са италианска благородническа фамилия от лангобардски произход, която владяла в Луниджана и от 14 век маркграфството Маса и Карара в Лигурия в Тоскана.
Прародител на фамилията е Адалберто Маласпина († 1140), от когото през средата на 10 век произлизат известните маркграфски Отбертини (Обертенгите).
Чрез женитба с Чибо се създава клонът Чибо-Маласпина, който от 15 до 19 век управлява независимото княжество Маса и Карара (по-късно маркграфство и херцогство Маса и Карара.
Чрез Отбертините Маласпина са роднини с Дом Есте, Фиески, Дела Торе и Палавичини, също така с (младите) Велфи, които от 1714 до 1901 г. дават кралете на Великобритания (Дом Хановер).

## Произход
Фамилията Маласпина произлиза от Отбертините (Обертенгите). Оберто I e през средата на 10 век пфалцграф на кралство Италия, от 951 г. маркграф на Милано и княз на Луни. На него приндлежали на него наречената Обертенгска Марка (marca Obertenga) в източна Лигурия. Общо той притежавал територията на днешна Ломбардия с части от Пиемонт, италианска Швейцария (Тичино) и Емилия с Ферара, освен това големи части от провинция Генуа.
Синът на Оберто I, Адалберт II († пр. март 1000) е граф и прародител на домовете Маса-Карара (Чибо-Маласпина), Пароди, Маласпина, Палавичини и Алерамиди.
Правнукът на Оберто I, Алберто Ацо II д’Есте (* 996; † 1097) е основател 1056 г. на град Есте и фамилията Дом Есте, става прародител на династията на младите Велфи и на Хановерската династия.
От Оберто I (след Оберто II, Оберто Опицо I, Алберто I, Оберто Обицо II) произлиза Алберто или Адалберто Маласпина († 1140), прародител на фамилията. Неговият син Обицо I Велики († 1185) през 1164 г. e признат за собственик на имотите от император Фридрих I Барбароса и е назначен за императорски васал.

## Линии
- Malaspina dello Spino Secco от 1266 г. се дели на 4 линии:
  - Malaspina di Mulazzo
    - Malaspina di Cariseto
    - Malaspina di Santo Stefano
      - Malaspina di Edifizi

    - Malaspina di Casanova
    - Malaspina di Fabbrica
    - Malaspina di Ottone
      - Malaspina di Orezzoli
        - Malaspina di Frassi

  - Malaspina di Giovagallo
  - Malaspina di Villafranca
    - Malaspina di Cremolino
    - Malaspina di Lusuolo
      - Malaspina di Tresana

    - Malaspina di Licciana
      - Malaspina di Bastia
        - Malaspina di Terrarossa
        - Malaspina di Ponte Bosio

      - Malaspina di Monti
      - Malaspina di Suvero
      - Malaspina di Podenzana, (Поденцана)

  - Malaspina di Pregòla
    - Malaspina di Vezimo
    - Malaspina di Pei e Isola
    - Malaspina di Alpe e Artana
    - Malaspina di Pregòla, Campi e Zerba
- Malaspina dello Spino Fiorito през 1275 г. се дели на 4 линии:
  - Malaspina di Varzi
    - Malaspina di Fabbrica

  - Malaspina di Varzi
    - Malaspina di Santa Margherita
    - Malaspina di Casanova
    - Malaspina di Bagnaria

  - Malaspina di Fivizzano
    - Malaspina di Sannazzaro
      - Malaspina di Fosdinovo
      - Malaspina di Olivola
      - Malaspina di Verona

    - Malaspina di Gragnola
    - Malaspina di Olivola
    - Malaspina di Godiasco
    - Malaspina di Godiasco
      - Malaspina di Castiglione e Casalasco
      - Malaspina di Bagnone e Valverde
      - Malaspina di Treschietto e Piumesana
      - Malaspina di Filattiera e Cella
      - Malaspina di Malgrate e Oramala
      - Malaspina di Godiasco, Pozzol Groppo e Fortunago
        - Malaspina di Sagliano
- Malaspina di Ascoli Piceno
  - Malaspina di Ascoli Piceno
  - Malaspina di Grondona